# آنا كينغ (رسامة)
آنا كينغ (بالإنجليزية: Anna King)‏ هي رسامة بريطانية، ولدت في 1984 في شتلاند في المملكة المتحدة.